# Razionalismo estetico
Il Razionalismo Estetico è un movimento artistico fondato da Gian Vincenzo Monni nel 1999.

## Descrizione
Il Razionalismo Estetico nasce in Sardegna nel 1999 come evoluzione dello spazialismo dove la funzione dell’arte è divenire essa stessa ideale spazio di connessione tra intrinseco ed estrinseco.
Più di altri movimenti artistici contemporanei, le vicende del Razionalismo Estetico, sono strettamente legate alla vita travagliata del suo fondatore, venendo definito dal critico d'arte Pierre Restany: "Movimento fatto da un solo Uomo, solo".
Il Razionalismo Estetico si articola in diversi manifesti, il primo dei quali presentato nell'ottobre 2003 presso la Fondazione D'Ars - Oscar Signorini Onlus a Milano sotto la cura di Cristina Trivellin. In tale occasione venne presentato anche "Il manifesto sintetico del Razionalismo Estetico" realizzato da Pierre Restany nel 2001.
Il Razionalismo Estetico si contrappone alla frenesia mediatica e consumista della società a favore di una visione razionale della condizione esistenziale dove il gesto estetico diviene rigenerazione.

## Distruzione
Nel 2007, in un atto vandalico doloso vennero distrutte oltre 600 opere, quasi l'intero repertorio artistico del movimento. Causando il quasi totale annientamento del movimento e una dolorosissima battuta d'arresto per Gian Vincenzo Monni.

## Post Distruzione
Nel 2008 riparte con la rielaborazione del primo manifesto del Razionalismo Estetico e con la presentazione di un nuovo repertorio artistico presso il Museo MAN di Nuoro, sotto la direzione di Cristiana Collu.